# Ułamek masowy
Ułamek masowy, udział masowy (daw. ułamek wagowy, udział wagowy) – jeden ze sposobów wyrażenia stężenia substancji w mieszaninie, zdefiniowany jako stosunek masy danego składnika do masy całej mieszaniny (wyrażonych w tej samej jednostce):
{\displaystyle w_{A}={\frac {m_{A}}{m}}}
gdzie: wA – ułamek masowy składnika A; mA – masa składnika A; m – masa całej mieszaniny (suma mas wszystkich składników mieszaniny).
Ułamek masowy jest więc wielkością niemianowaną, natomiast suma ułamków masowych wszystkich składników danej mieszaniny jest równa jedności. Można powiedzieć, że ułamek masowy określa liczbę jednostek masy (np. gramów) substancji w jednostce masy (1 gramie) mieszaniny. Ułamek masowy wyrażony w procentach nazywany jest stężeniem procentowym masowym (lub stężeniem procentowym, gdy wiadomo, że nie chodzi o stosunek objętości), którego jednak nie należy mylić ze stężeniem masowym, będącym stosunkiem masy składnika do objętości mieszaniny.